# 馬里 (種姓)
馬里，是印度教徒中的職業種姓(首陀羅)，傳統上他們是園丁和花匠。他們也稱自己是Phul Mali，他們的名字從他們佔領種植的花朵中獲得。馬里種姓遍布印度北部，印度東部、馬哈拉施特拉邦以及尼泊爾德賴平原地區。在馬哈拉施特拉邦，馬里以農業作為其傳統職業，並被分類為其他落後階級。

## 起源
馬里人中有許多內婚團體，並不是所有的馬里種姓都有相同的起源，文化，歷史或社會地位，至少有一個集團，即來自拉賈斯坦邦的拉傑普特馬里與拉傑普特人重疊，並於1891年“馬爾瓦里州人口普查報告”中被列入拉傑普特人的一個子類別。
在拉賈斯坦邦和其他北印度的邦，在1930年代印度還被英國統治時他們採用羶伊尼作為他們的姓氏。